# Aston Martin Rapide Bertone Jet 2+2
Aston Martin Rapide Bertone Jet 2+2 – samochód osobowy klasy wyższej typu one-off wyprodukowany pod brytyjską marką Aston Martin w 2013 roku.

## Historia i opis modelu

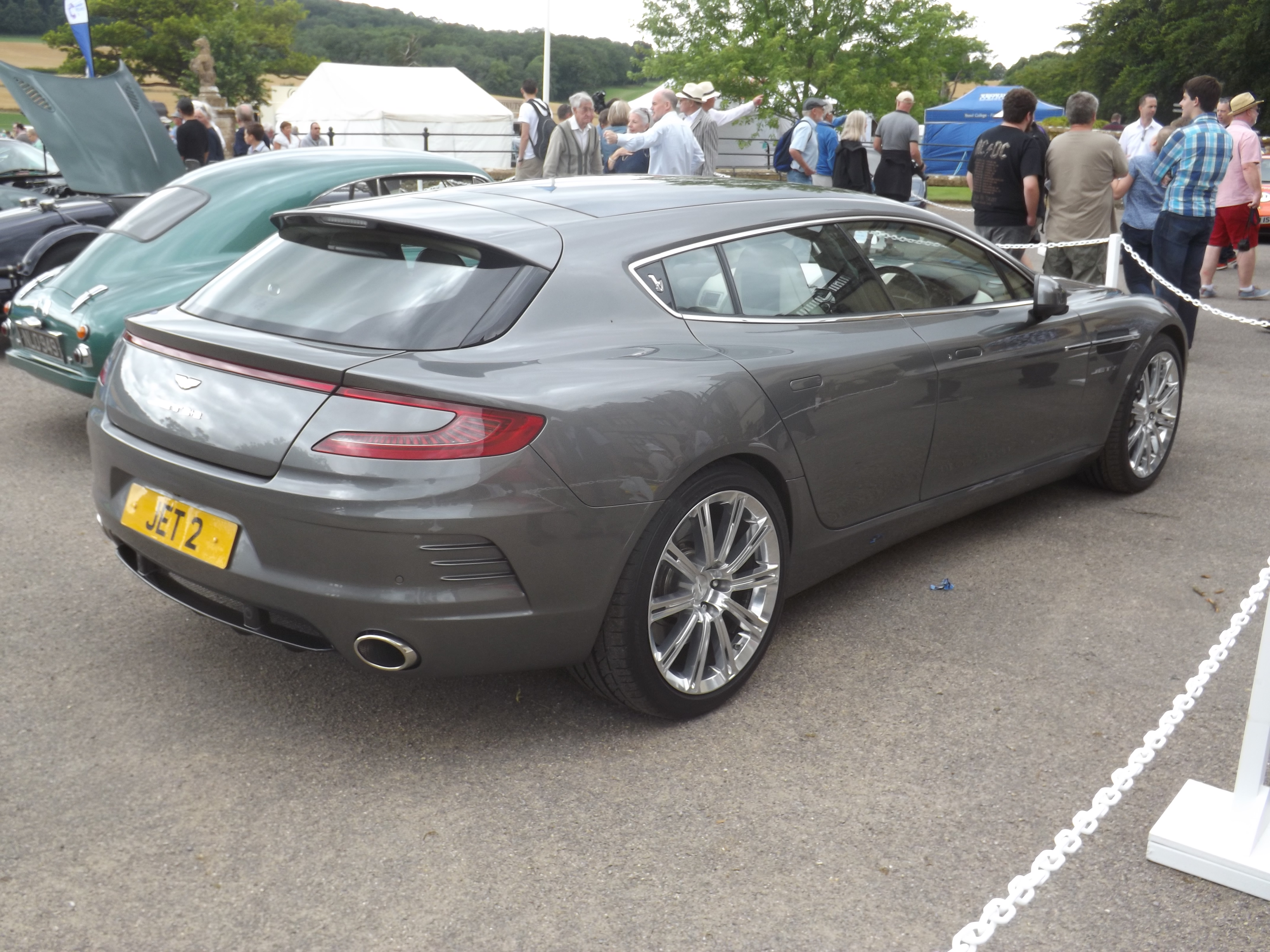
Aston Martin Rapide Bertone Jet 2+2 - tył

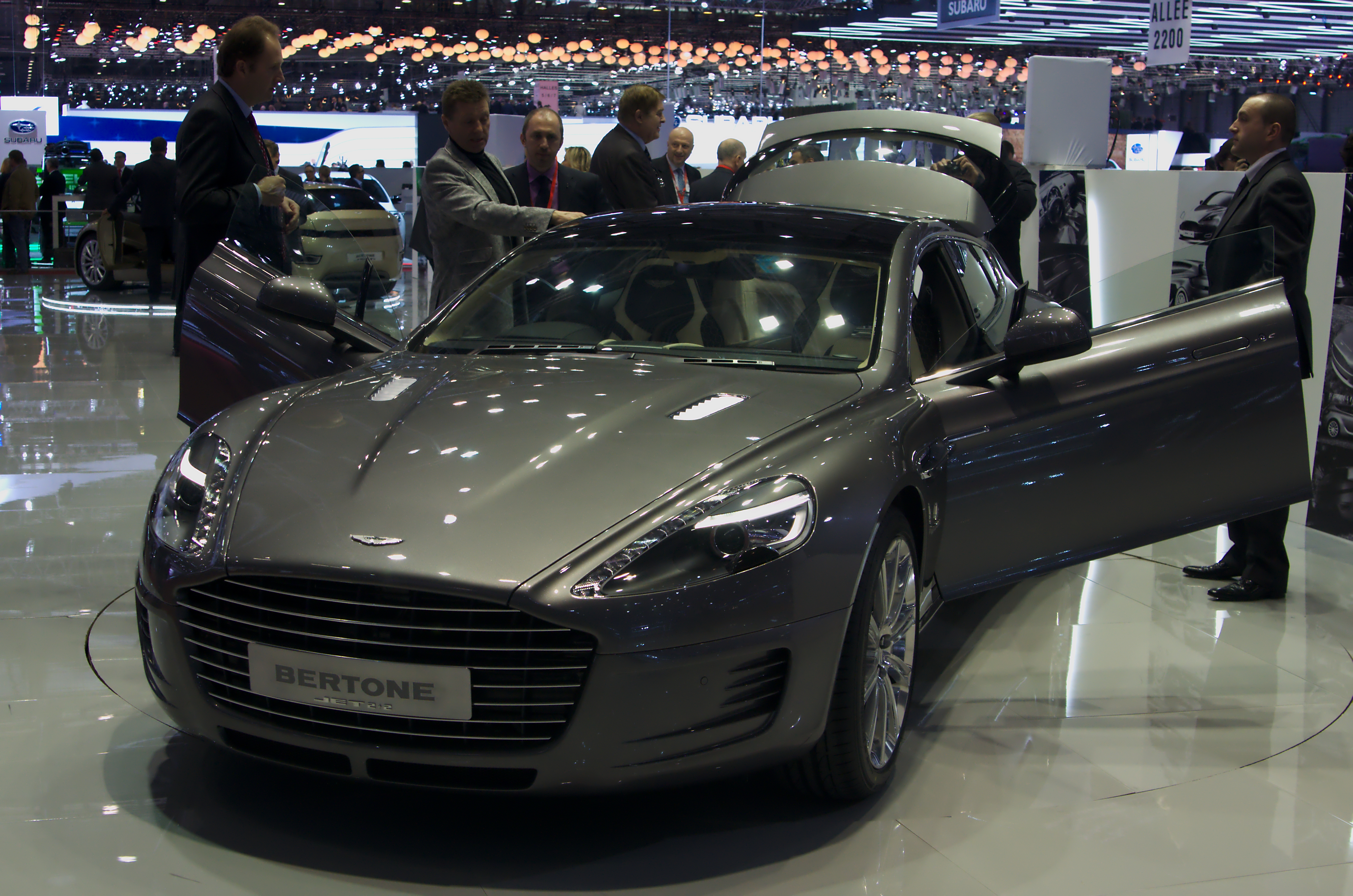
Aston Martin Rapide Bertone Jet 2+2 podczas premiery

Podczas marcowych międzynarodowych targów motoryzacyjnych Geneva Motor Show 2013 przedstawiony został specjalny model celebrujący 60. rocznicę wieloletniej współpracy pomiędzy Aston Martinem a włoskim studiem projektowym Bertone. Jego rezultatem był unikatowy projekt Rapide Bertone Jet 2+2 będący wariacją typu shooting brake na bazie luksusowo-sportowego fastbacka Aston Martin Rapide. 
Charakterystyczną cechą wizualną samochodu stała się wyżej poprowadzona linia dachu z obszerniejszym przedziałem bagażowym, który zwieńczył ścięty pod kątem tył. Część ta zyskała też unikalny projekt lamp, które inaczej niż w klasycznym Rapide zyskały łukowaty kształt połączony przez całą szerokość klapy pasem świetlnym. Pod kątem technicznym Rapide Bertone Jet 2+2 pozostał identyczny w stosunku do oryginału, jakim był model Rapide w wariancie S - wskazał to wizualnie m.in. większy przedni wlot powietrza.
Do napędu unikatowego samochodu wykorzystano standardowe dla ówczesnych modeli Aston Martina V12 o pojemności 5,9 litra o mocy 477 KM, który pozwala rozpędzić się do 100 km/h w 5,5 sekundy i maksymalnie osiągnąć 290 km/h. Napęd przenoszony jest na tylną oś we współpracy z 6-biegową automatyczną skrzynią biegów.

### Sprzedaż
Aston Martin Rapide Bertone Jet 2+2 to unikatowy samochód typu one-off, który wyprodukowany został w jednym egzemplarzu w 2013 roku w zakładach brytyjskiej firmy. Wówczas samochód został wyceniony na 1,1 miliona funtów brytyjskich, z kolei 7 lat później trafił on ponownie na sprzedaż w ramach licytacji. Wówczas pojazd z 16-tysięcznym przebiegiem za wystawiono za nieujawnioną bliżej kwotę.

### Silnik
- V12 5.9l 477 KM